# Dendrobium alaticaulinum
Dendrobium alaticaulinum är en orkidéart som beskrevs av Pieter van Royen. Dendrobium alaticaulinum ingår i släktet Dendrobium, och familjen orkidéer.
Artens utbredningsområde är Papua Nya Guinea. Inga underarter finns listade i Catalogue of Life.